# 静里村 (愛知県)
静里村（しずさとむら）は、愛知県宝飯郡にかつて存在した村。
現在の蒲郡市の一部（水竹町・清田町・坂本町など）に該当する。

## 歴史
- 1889年（明治22年）10月1日 - 水竹村、清田村、坂本村が合併し、静里村が発足。
- 1906年（明治39年）7月1日 - 蒲郡町、豊岡村、神ノ郷村と合併し、蒲郡町発足[1]。同日静里村は廃止。

## 教育
- 静里尋常小学校（現・蒲郡市立蒲郡北部小学校）